# فالق تحويلي

الصدع التحويلي

الفالق التَحَوُّلي أو الصدع التَحَوُّلي  أو الصدع المحوَّل (بالإنجليزية: Transform fault)‏، هو فالق ينشأ بانزلاق الأجزاء المزاحة عن بعضها في صفيحتين. ومعظم هذه الفوالق مخفية في أعماق المحيط، حيث تعوض الحدود المتباينة في التعرجات القصيرة الناتجة عن انتشار قاع البحر، والأكثر شهرة هي تلك الموجودة على الأرض على هوامش الصفائح التكتونية.